# مرکوری مارودر
مرکوری مارودر (Mercury Marauder) خودرویی است که در سال‌های ۱۹۶۳ تا ۱۹۶۵۱۹۶۹–۱۹۷۰
۲۰۰۳–۲۰۰۴تولید شده‌است.
این خودرو در کلاس خودرو سایز بزرگ قرار گرفته، طراحی آن خودروهای موتور جلو-محور عقب بوده است.